# Ruda Bukva
Ruda Bukva (cyr. Руда Буква) – wieś w Serbii, w okręgu zlatiborskim, w gminie Kosjerić. W 2011 roku liczyła 95 mieszkańców.